# 1936年ベルリンオリンピックのフィンランド選手団
1936年ベルリンオリンピックのフィンランド選手団（1936ねんベルリンオリンピックのフィンランドせんしゅだん）は、1936年8月1日から8月16日にかけてドイツの首都ベルリンで開催された1936年ベルリンオリンピックのフィンランド選手団、およびその競技結果。

## 概要
今大会は金メダル7個、銀メダル6個、銅メダル6個の合計19個のメダルを獲得した。

## メダル
| メダル | 選手名                   | 競技 | 種目          |
| ------ | ------------------------ | ---- | ------------- |
| 金     | グンナー・ヘッケルト     | 陸上 | 男子5000m     |
| 金     | イルマリ・サルミネン     | 陸上 | 男子10000m    |
| 金     | ボルマリ・イソ＝ホロ     | 陸上 | 男子3000m障害 |
| 銀     | ラウリ・レーティネン     | 陸上 | 男子5000m     |
| 銀     | アルヴォ・アスコラ       | 陸上 | 男子10000m    |
| 銀     | カーロ・トゥオミネン     | 陸上 | 男子3000m障害 |
| 銀     | スロ・ベルルンド         | 陸上 | 男子砲丸投    |
| 銀     | ユルヨ・ニッカネン       | 陸上 | 男子やり投    |
| 銅     | ボルマリ・イソ＝ホロ     | 陸上 | 男子10000m    |
| 銅     | カレルヴォ・トイヴォネン | 陸上 | 男子やり投    |